# 노석기
노석기(1971년 8월 4일 ~)은 전 OB 베어스의 투수이자, 현재는 LG 트윈스의 전력분석원이다. 경기상업고등학교를 졸업했다.

## 같이 보기
- 1992년 OB 베어스 시즌